# Jean Mercier (1914-1988)
Pour les articles homonymes, voir Jean Mercier et Mercier.
Jean Mercier, né le 31 mars 1914 et mort le 11 janvier 1988, est un homme politique français.

## Détail des fonctions et des mandats
Mandat parlementaire
- 25 septembre 1977 - 1er octobre 1986 : Sénateur du Rhône